# Luis Dardanelli Alsina
Luis Ramón Dardanelli Alsina (Buenos Aires, Argentina, 4 de diciembre de 1945- Bahía Blanca, Argentina, 8 de septiembre de 2010) fue un abogado y juez argentino, que se desempeñó como Juez Federal de Primera Instancia de Bahía Blanca.
Luego de recibirse de abogado, fue nombrado Procurador Fiscal Federal de Bahía Blanca en 1979, en el marco del Ministerio Público Fiscal. Quince años más tarde, en 1994, se lo designa Juez Federal de Primera Instancia, siendo desde entonces titular del Juzgado Federal N°2 de Bahía Blanca. hasta su retiro en 2009.
Desde este último rol intervino en diversas causas de relevancia social, vinculadas con la condena de militares por delitos de lesa humanidad, la lucha contra el narcotráfico, la preservación de áreas naturales protegidas, etcétera.

## Familia y primeros años

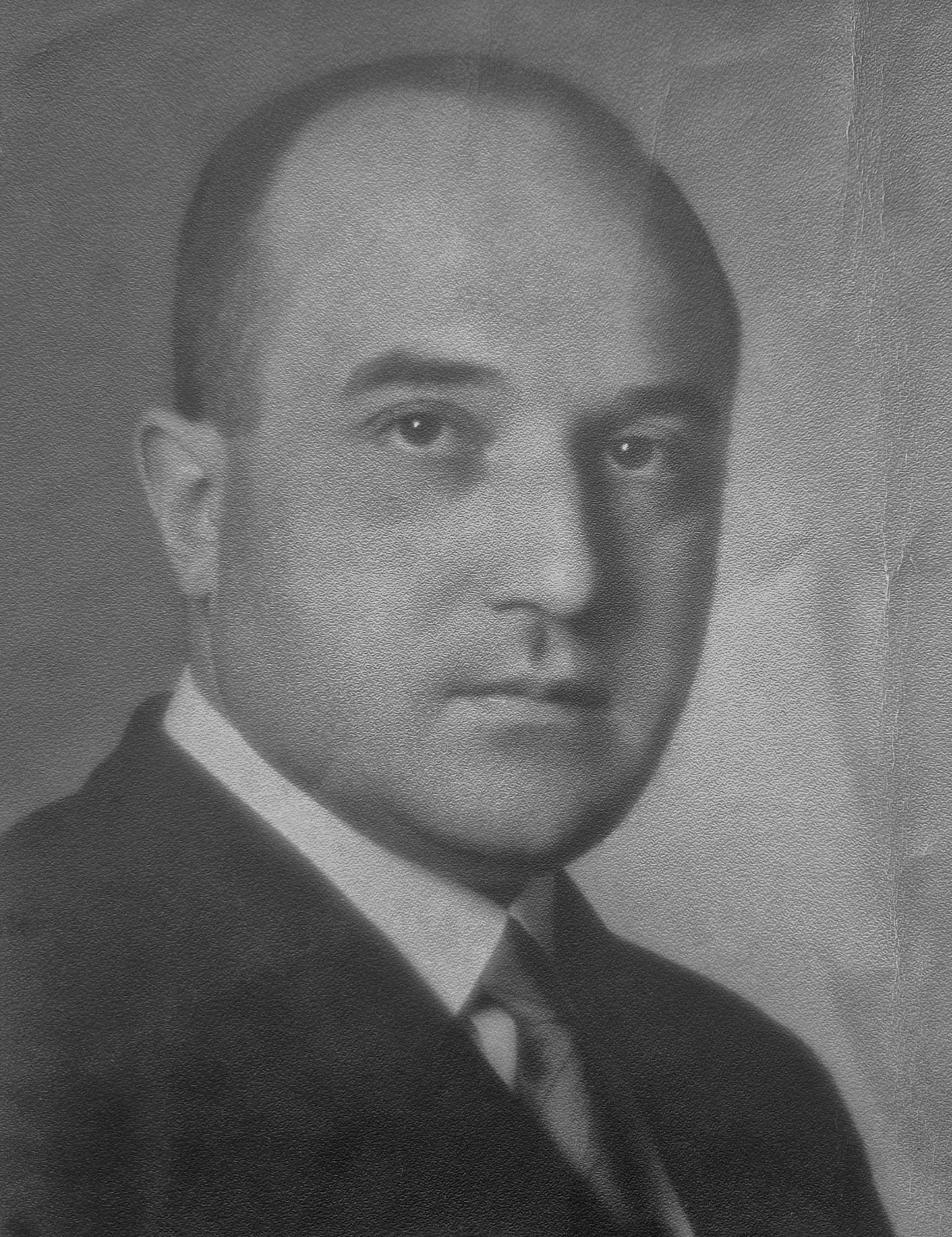
Luis Dardanelli Poccard, padre del Dr. Luis Dardanelli Alsina

Luis Ramón Dardanelli Alsina nació el 4 de diciembre de 1945 en el seno de la familia formada por Luis Alejandro Dardanelli Poccard y Victoria Carmen Alsina Silva, que habían contraído matrimonio el 30 de diciembre de 1940 en la iglesia de San Benito del barrio de Palermo, Buenos Aires. En adición a Luis Ramón, Luis Dardanelli Poccard y Victoria Alsina Silva fueron también padres de Teresita, Victoria, Ana, y Margarita Dardanelli Alsina.
Por su familia paterna, Dardanelli era nieto de Luis Dardanelli Méndez, farmacéutico, político y hacendado zarateño, y sobrino nieto del jurista Alfonso Poccard, presidente de la Cámara Federal de la Capital. Los Dardanelli,de origen italiano, fueron una de las familias nobles más antiguas de Mondoví, con presencia documentada en la región de Cúneo desde el siglo XIII.
En cuanto a su familia materna, los Alsina, originarios de Cataluña, se radicaron a mediados del siglo XVIII en la actual Argentina. Entre sus miembros más conocidos se encuentran el gobernador Valentín Alsina y el vicepresidente Adolfo Alsina, parientes del Dr. Dardanelli Alsina.

## Formación

### Educación primaria y secundaria
Luis Dardanelli Alsina cursó sus estudios primarios y secundarios en el Colegio del Salvador de Buenos Aires, al que también habían acudido su padre, sus tíos Dardanelli Poccard, y sus primos Poccard. Se egresó del Colegio del Salvador en el año 1963.

### Educación superior
Luego de egresarse del colegio secundario, Luis Ramón Dardanelli Alsina cursó estudios de Derecho, recibiéndose de abogado.

## Carrera judicial

### Ministerio Público Fiscal
Por resolución del entonces Ministro de Justicia argentino, Alberto Rodríguez Varela, publicada en el Boletín Oficial del 15 de junio de 1979, se nombra a Dardanelli Alsina a partir del 30 de junio de 1979 Procurador Fiscal Federal ante el Juzgado Federal de Primera Instancia de Bahía Blanca. Ocupó dicha función en reemplazo del Dr. Luis Alberto Blanco, quien había renunciado a ella.
Desde su rol de procurador fiscal le cupo un rol acusatorio en el marco del proceso penal, integrando el Ministerio Público Fiscal de la Nación. Pertenecería a él por quince años, hasta su designación como juez federal.

### Justicia Federal
El 13 de septiembre de 1994 el presidente Carlos Menem nombra Juez Federal de Primera Instancia de Bahía Blanca, en su Juzgado N°2, al Dr. Luis Ramón Dardanelli Alsina. Lo hizo luego de prestar acuerdo el Senado de la Nación, publicándose el decreto confirmatorio en el Boletín Oficial de la República Argentina del 15 de septiembre de 1994.
El 20 de mayo de 2009 la presidenta de la Nación, Cristina Fernández de Kirchner, acepta la renuncia del Dr. Luis Ramón Dardanelli Alsina al cargo de Juez Federa de Primera Instancia de Bahía Blanca, publicándose el decreto correspondiente en el Boletín Oficial del 28 de mayo de 2009, y haciéndose efectiva su renuncia a partir del 1 de junio de ese año.

#### Actuación
Desde su rol de titular del Juzgado Federal N°2 de Bahía Blanca el Dr. Dardanelli Alsina actuó en causas de relevancia social, que alcanzaron alta visibilidad en la discusión pública argentina. Entre ellas, le cupo actuar con relación a la extradición del exmilitar Alfredo Astiz, condenado por delitos de lesa humanidad llevados a cabo durante el Proceso de Reorganización Nacional.
Otras sentencias dictadas por Dardanelli Alsina incluyen un fallo por el cual se prohibía la pesca en la reserva natural de Bahía San Blas y Los Pocitos, la dilucidación de la muerte de dos jóvenes bahienses hallados sin vida luego de encontrarse desaparecidos, la condena de la petroquímica PBB Polisur por los daños generados a un trabajador de la misma, e investigaciones relacionadas con el narcotráfico y venta de estupefacientes.

## Fallecimiento  y descendencia
El Dr. Luis Ramón Dardanelli Alsina falleció el 8 de septiembre de 2010 en la ciudad de Bahía Blanca, lugar de su residencia. Un mes más tade, el 22 de octubre de 2010, Nadia C.L. Dardanelli Ferrari inicia su sucesión ab intestato, en su carácter de heredera.
Había contraído matrimonio, para luego divorciarse, con Margarita Nadia Ferrari, siendo padres por lo menos de una hija, Nadia Catalina Lucía Dardanelli Ferrari.